# NGC 121

NGC 121

NGC 121 هي مجرة تتبع كوكبة الطوقان. اكتشفها جون هيرشل في 20 سبتمبر 1835.

## روابط خارجية
- NGC 121 على موقع ويكي سكاي: DSS2, SDSS, GALEX, IRAS, Hydrogen α, X-Ray, Astrophoto, Sky Map, Articles and images